# Аннабелла Інконтрера
Аннабелла Інконтрера (італ. Annabella Incontrera; 11 червня 1943, Мілан, Італія) — італійська акторка.

## Біографія
Першу роль виконала у фільмі «L'inferno addosso» (Міккі, 1959). Навчалася в акторській студії. Піку популярності досягла в 70-ті роки: тільки в 1971 році Аннабелла Інконтрера виконала ролі в семи фільмах. Знімалася у фільмах жахів, еротичних комедіях і трилерах. Серед найкращих ролей Аннабелли Інконтрери — Евелін у фільмі Фердінандо Бальді «Goldsnake|Anonima Killers» і Лукреція в комедії режисера Етторе Сколи «L'arcidiavolo» (обидва — 1966). Виконала роль Сімони в драмі видатного кінорежисера Вітторіо Де Сіка «Подорож» (1974). У фільмі «Estigma» (1980) актриса останній раз з'явилася на великому екрані, більше в кіно не знімалася.

## Фільмографія
- L'inferno addosso (1959)
- Maciste contro il vampiro (1961)
- Una domenica d'estate (1962)
- L'uomo che bruciò il suo cadavere (1964)
- L'arcidiavolo, directed by Ettore Scola (1966)
- Operazione Goldsnake (1966)
- A suon di lupara (1967)
- The Ambushers (1967)
- Un poker di pistole, directed by Giuseppe Vari (1967)
- Quella carogna di Frank Mitraglia (1968)
- A doppia faccia (1969)
- Assassination Bureau (1969)
- Quei disperati che puzzano di sudore e di morte (1969)
- Une fille nommée Amour (1969)
- Amore Formula 2 (1970)
- Commando di spie (1970)
- Due ragazzi da marciapiede (1970)
- La sfida dei MacKenna (1970)
- Return of Sabata (1971)
- Теплі ночі Дона Жуана (Le calde notti di Don Giovanni) (1971)
- Roma Bene, directed by Carlo Lizzani (1971)
- La tarantola dal ventre nero (1971)
- I pirati dell'isola verde (1971)
- Quando gli uomini armarono la clava e... con le donne fecero din don (1971, uncredited)
- Le belve (1971, episode Processo a porte chiuse)
- Perché quelle strane gocce di sangue sul corpo di Jennifer? (1972)
- Sette scialli di seta gialla (1972)
- La colonna infame (1972)
- L'illazione, directed by Lelio Luttazzi (1972)
- Rivelazioni di un maniaco sessuale al capo della squadra mobile (1972)
- Il gatto di Brooklyn aspirante detective (1973)
- 1974 : Подорож / (Il Viaggio) — Сімона
- Verginità (1974)
- Ciak, si muore (1974)
- Le braghe del padrone (1978)
- Estigma (1980)

## Джерело
- Аннабелла Інконтрера на сайті IMDb (англ.)

| Актор | Це незавершена стаття про акторку. Ви можете допомогти проєкту, виправивши або дописавши її. |

1. ↑  Person Profile // Internet Movie Database — 1990.